# Central European Football League 2018
La Central European Football League 2018 sarà la tredicesima edizione dell'omonimo torneo di football americano. La sua finale è denominata CEFL Bowl XIII.
Avrà inizio il 14 aprile e si concluderà il 9 giugno .
La squadra vincitrice incontrerà la vincitrice della NEFL nella Superfinal.

## Squadre partecipanti
| Club                  | Città      | Stadio             | Sponsor ufficiale | Risultato nella stagione 2017                  |
| --------------------- | ---------- | ------------------ | ----------------- | ---------------------------------------------- |
| Koç Rams              | Istanbul   |                    |                   | Campioni della Turchia                         |
| Kragujevac Wild Boars | Kragujevac |                    |                   | Campioni della Serbia                          |
| Moscow Patriots       | Mosca      |                    |                   | Campioni della Russia                          |
| Panthers Wrocław      | Breslavia  |                    |                   | Campioni della Polonia                         |
| Prague Black Panthers | Praga      |                    |                   | Campioni della Repubblica Ceca                 |
| Tirol Raiders         | Innsbruck  | Tivoli-Neu Stadion |                   | Campioni dell'Austria; vincitori del CEFL Bowl |

## Stagione regolare

### Calendario

#### 1ª giornata
| Istanbul 14 aprile 2018 | Koç Rams | 47 – 41 (7-7 14-14 13-7 13-13) referto | Kragujevac Wild Boars | BESYO Stadium |

| Žižkov 15 aprile 2018 | Prague Black Panthers | 21 – 44 (7-21 7-10 0-7 7-6) referto | Tirol Raiders | Stadion FK Viktoria Žižkov |

#### 2ª giornata
| Kragujevac 28 aprile 2018 | Kragujevac Wild Boars | 34 – 20 (7-0 14-14 7-0 6-6) referto                                                                               | Moscow Patriots | Stadion FC Sušica |
| Quezada Q1 ( TD ) 3yd run Almaši Q1 ( pat ) Stepović Q2 ( TD ) 6yd pass from Oliver Almaši Q2 ( pat ) Quezada Q2 ( TD ) 5yd pass from Oliver Almaši Q2 ( pat ) Stepović Q3 ( TD ) 35yd pass from Oliver Almaši Q3 ( pat ) Stepović Q4 ( TD ) 55yd pass from Oliver Marcatori Černolutski Q2 ( TD ) 1yd run Golovač Q2 ( pat ) Strokov Q2 ( TD ) 1yd run Golovač Q2 ( pat ) Černolutski Q4 ( TD ) 1yd run |                       | |                 |                   |
| |                       | |                 |                   |
| Quezada Q1 (TD) 3yd run Almaši Q1 (pat) Stepović Q2 (TD) 6yd pass from Oliver Almaši Q2 (pat) Quezada Q2 (TD) 5yd pass from Oliver Almaši Q2 (pat) Stepović Q3 (TD) 35yd pass from Oliver Almaši Q3 (pat) Stepović Q4 (TD) 55yd pass from Oliver | Marcatori             | Černolutski Q2 (TD) 1yd run Golovač Q2 (pat) Strokov Q2 (TD) 1yd run Golovač Q2 (pat) Černolutski Q4 (TD) 1yd run |                 |                   |

| Innsbruck 28 aprile 2018 | Tirol Raiders | 63 – 21 (14-0 28-14 14-7 7-0) referto | Panthers Wrocław | Tivoli-Neu Stadion |

#### 3ª giornata
| Zelenograd 12 maggio 2018 | Moscow Patriots | 21 – 61 (0-14 7-21 0-19 14-7) referto | Koç Rams | FC Zelenograd |

| Breslavia 12 maggio 2018 | Panthers Wrocław | 39 – 22 (7-7 7-7 18-0 7-8) referto | Prague Black Panthers | Stadion Olimpijski |

### Classifica
La classifica della regular season è la seguente:
- PCT = percentuale di vittorie, G = partite giocate, V = partite vinte, P = partite perse, PF = punti fatti, PS = punti subiti
- La qualificazione al CEFL Bowl è indicata in verde

#### Western Conference
| Pos. | Squadra               | PCT   | G | V | P | PF  | PS |
| ---- | --------------------- | ----- | - | - | - | --- | -- |
| 1    | Tirol Raiders         | 1.000 | 2 | 2 | 0 | 107 | 42 |
| 2    | Panthers Wrocław      | .500  | 2 | 1 | 1 | 60  | 85 |
| 3    | Prague Black Panthers | .000  | 2 | 0 | 2 | 43  | 83 |

#### Eastern Conference
| Pos. | Squadra               | PCT   | G | V | P | PF  | PS |
| ---- | --------------------- | ----- | - | - | - | --- | -- |
| 1    | Koç Rams              | 1.000 | 2 | 2 | 0 | 108 | 62 |
| 2    | Kragujevac Wild Boars | .500  | 2 | 1 | 1 | 75  | 67 |
| 3    | Moscow Patriots       | .000  | 2 | 0 | 2 | 41  | 95 |

## CEFL Bowl XIII
| Innsbruck 9 giugno 2018 | Tirol Raiders | 49 – 20 (21-7 7-7 7-6 14-0) referto | Koç Rams | Tivoli-Neu Stadion |

## Verdetti
- Tirol Raiders Vincitori del CEFL Bowl XIII